# Chrudinák Alajos
Chrudinák Alajos (Budapest, 1937. március 29. – 2020. március 11.) magyar újságíró, televíziós, a Magyar Televízió külpolitikai műsorainak egykori vezetője, főszerkesztője.

## Élete
A budapesti Berzsenyi Dániel Gimnáziumban érettségizett 1955-ben, majd Moszkvában a Nemzetközi Kapcsolatok Intézetében (MGIMO) tanult 1955–56-ban. Ezután beiratkozott az ELTE BTK sémi filológia szakára. Az 56-os forradalom során Nagy Imre vonalával szimpatizált, ezért egy évre bebörtönözték, majd kitiltották az ország összes egyeteméről.
1957 és 1962 között óraadó, nyelvtanár volt a TIT József Attila Szabadegyetemen, majd dolgozott az Országos Fordító Irodában is. 1963-tól a Magyar Rádió munkatársa volt, egészen 1972-ig, majd innen a Magyar Televízióhoz került. 1965–68 között az ELTE BTK sémi filológiai tanszékén tanított. Az MTV Külpolitikai Szerkesztőségének helyettes vezetője 1972–77 között és a Panoráma, Nemzetközi Stúdió, Parabola, Szemtől szemben, Fórum stb. című műsorainak a főszerkesztője. Az MTV Közel-keleti tudósítója 1994–1998 között. Az MTV elnökségi tagja (1990. január-április), 1996–97-ben az MTV regionális elnökhelyettese, 1998–2004 között főmunkatársa. Élete utolsó éveiben a Mátranováktól 10 kilométerre lévő Mátracserpusztán élt.

## Munkássága

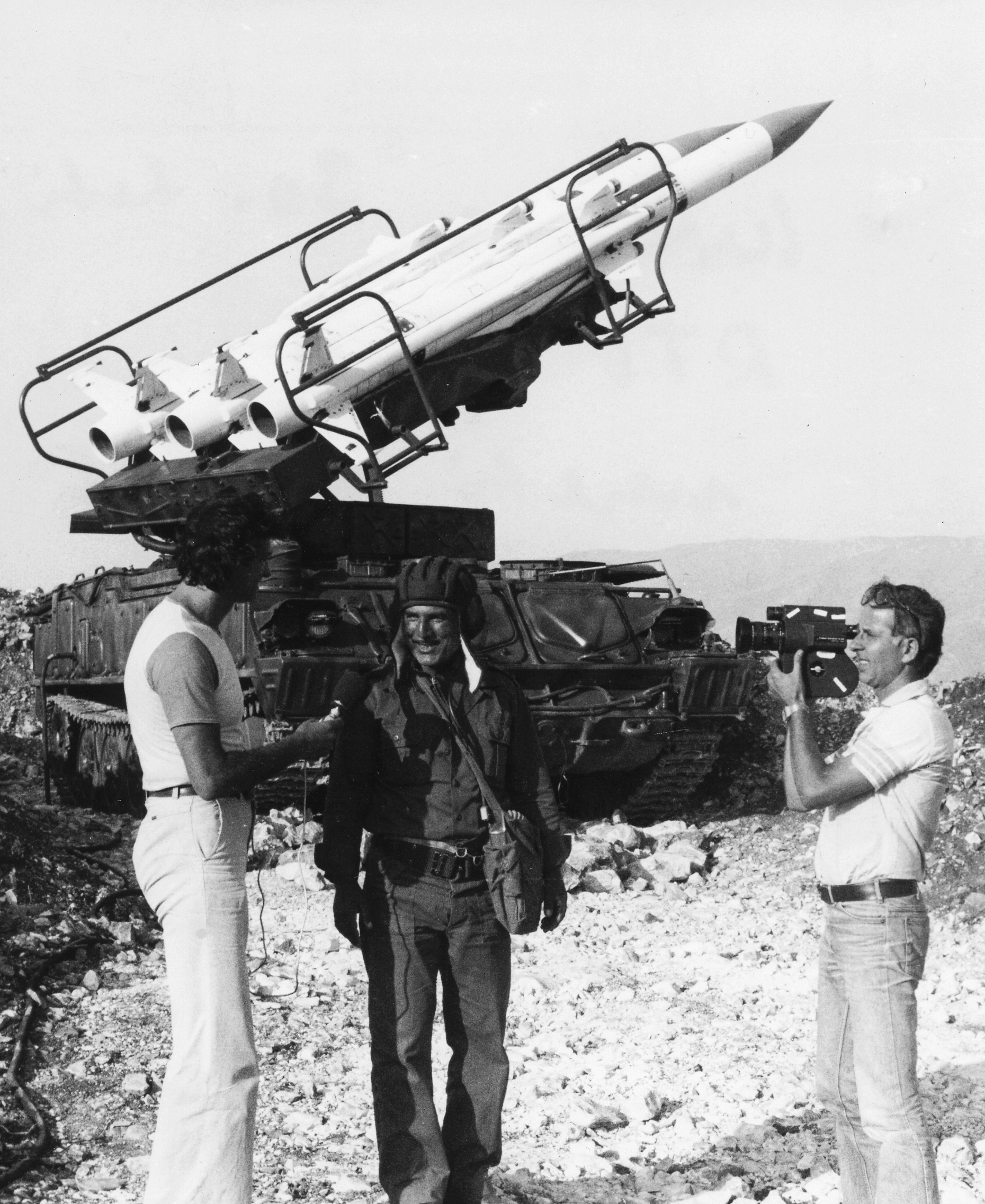
Az MTV Panoráma című műsorában. A háttérben a szír hadsereg föld-levegő légvédelmi rakétaegysége

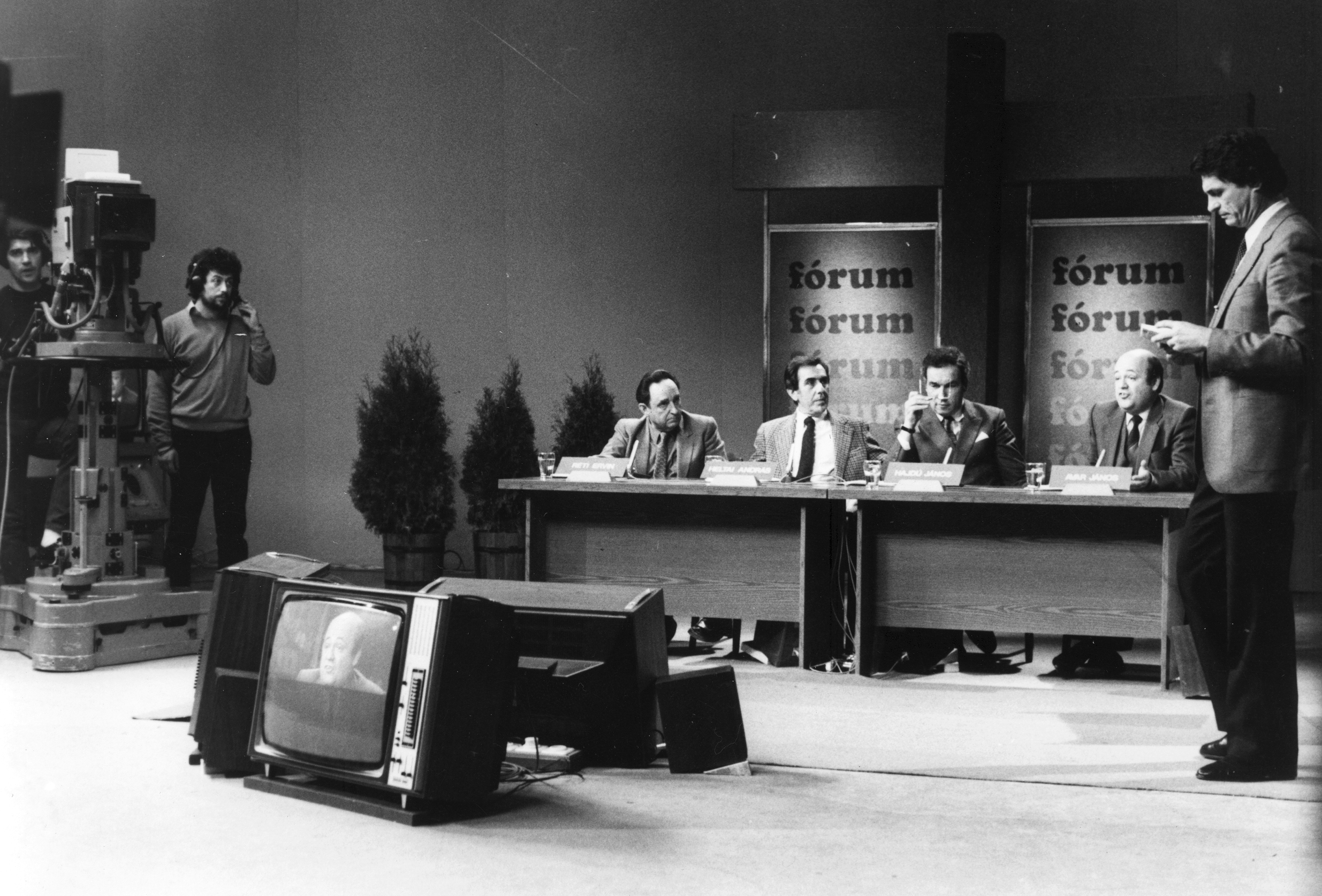
Réti Ervin, Heltai András, Hajdú János, Avar János az MTV Fórum című politikai műsorában, jobbra a műsorvezető, Chrudinák Alajos

1956 őszén (amikor Moszkvában a Nemzetközi Kapcsolatok Intézetében tanult) Chrudinák Alajos és Molnár Árpád szervezői voltak a Moszkvai Magyar Nagykövetség előtti tüntetésnek. Ezért kizárták őket az ország összes felsőoktatási intézményéből.
Chrudinák igazán ismertté a Panorámával vált, akkoriban nálunk nagyon újszerű, oknyomozó stílusú újságíróként ismerték. Még a szocializmus idején bátran szembement  az akkori irányzattal, bírálta a rendszert, illetve politikusait. 1968-tól 2004-ig több mint százhetven riport-dokumentumfilmet készített az erdélyi magyarok szenvedéseiről, a közel-keleti háborúkról, az izraeli megszállásról, Trianon tragikus következményeiről és a kommunista diktatúrák embertelenségéről. Az ő kiállásának köszönhető, hogy a Magyar Televízió 1989-ben leadta az erdélyi falurombolások bírálatát Tőkés Lászlótól. Majd az 1989-es romániai forradalom idején is közvetítettek, elsőként megszerezve a Ceauşescu-per filmfelvételeit. A Panoráma főszerkesztője lett, de saját műsorából is eltiltották, majd a közismert televízióst az akkori Horn-kormány jobbnak látta a távoli Jordániába helyezni.
A szocialista érában készült filmjeit az akkori nyugati világ is megvásárolta, 35 ország vásárolta meg izraeli útifilmjét, Monte-Carlóban pedig Arany Nimfa díjjal ismerték el Háború a Szaharában című filmjét. Hatvanhét éves korában nyugdíjazták. Tarics Péter külpolitikai újságíró így értékelte Chrudinák Alajos életművét: Chrudinák Alajossal olyan újságíró-nemzedék ment el, amely világszerte megteremtette az igazságon alapuló, objektív, minden részletre kiterjedő tömegtájékoztatást. Ahogy ő maga is nyilatkozta többször: „A tájékoztatásnak egyetlen kritériuma lehet: az igazság.“ 

## Nevezetes riportjai
Jasszer Arafat, Menáhém Begín, Simón Peresz, Aríél Sárón, Abba Eban, Ehúd Olmert, Joszi Szárid, Jichák Rabin, Hailé Szelasszié, Mohammad Reza Pahlavi, Moammer Kadhafi, Kazem Shariat-Madari, Akbar Hásemi Rafszandzsáni, Szervátiusz Tibor, Václav Havel, Alexander Dubček, Tőkés László, Makovecz Imre, Csoóri Sándor, Sütő András, Antall József, Basir Dzsemajel.

## Tagságai
- 1989–90-ben a Minisztertanács Nemzetiségi Kollégiumának tagja
- 1992-től a Magyar Újságírók Közössége tagja, 2000-től elnökségi tagja
- 1993 óta az Erdélyi Világszövetség tagja
- 1998–99-ben a Diplomatic Magazin főszerkesztője
- 1996–2000 között a Magyarok Világszövetsége elnökségi tagja

## Filmjei
| - Moszkva magyar diákszemmel (1970) - Erdély (1973) - Háború Ramadánkor (1973) - Harcok a magányos cédrus országában (1975) - Lesz-e béke az olajfák alatt? (1976) - Hadüzenet nélküli háború Afrika szarván (1977) - Háború a Szaharában (1979) - Biszmillah (1979) - Olajháború (1980) - Ostromzár (1982) - Volt egyszer egy ország (1983) - Kutyaszorító (1984) - Holtpont (1984) - Invázió (1985) - Éhe a kenyérnek, éhe a változásnak (1986) - Mocsárháború (1987) | - Ha megdobnak kővel…(1988) - Mikor Csíkból elindultam… (1988) - Vasfüggöny (1989) - Le kell rombolni a félelem falát: Tőkés László református lelkész (1989) - A temesvári forradalom (1989) - Mit ér az ember, ha magyar? (1991) - Benes-dekrétum (1991) - Zsidó extremisták (1996) - Egy diktatúra anatómiája (1997) - Arafat kontra Peresz (1997) - Szamaritánusok (1998) - Meghalt a király, éljen a király (1998) - Trianoni tragédia (2001) - A dákoromán ideológia (2001) - Arabia Felix (2002) - Velem vagy ellenem (2002) - Kik a terroristák (2002) - Háborúból háborúba (2003) |

## Könyv
- Chrudinák Alajos–Réti Ervin: A közelkeleti béke lehetőségei. Az arab világ és Izrael három háború után; Országos Béketanács, Bp., 1970

## Díjak, kitüntetések
- Rózsa Ferenc-díj (1977)
- SZOT-díj (1979)
- Balázs Béla-díj (1982)
- A miskolci tv-fesztivál fődíjai (1976, 1978, 1980, 1982)
- Arany Nimfa-díj (Monte-Carlo, 1980)
- A lipcsei filmfesztivál különdíja (1981)
- Magyar Köztársaság aranykoszorúval díszített Csillagrendje (1990)
- Opus-díj (1990)
- Széchenyi-emlékdíj (1991)
- 56-os Hősök Nagyjelvénye (2001)